# Cocoșnic

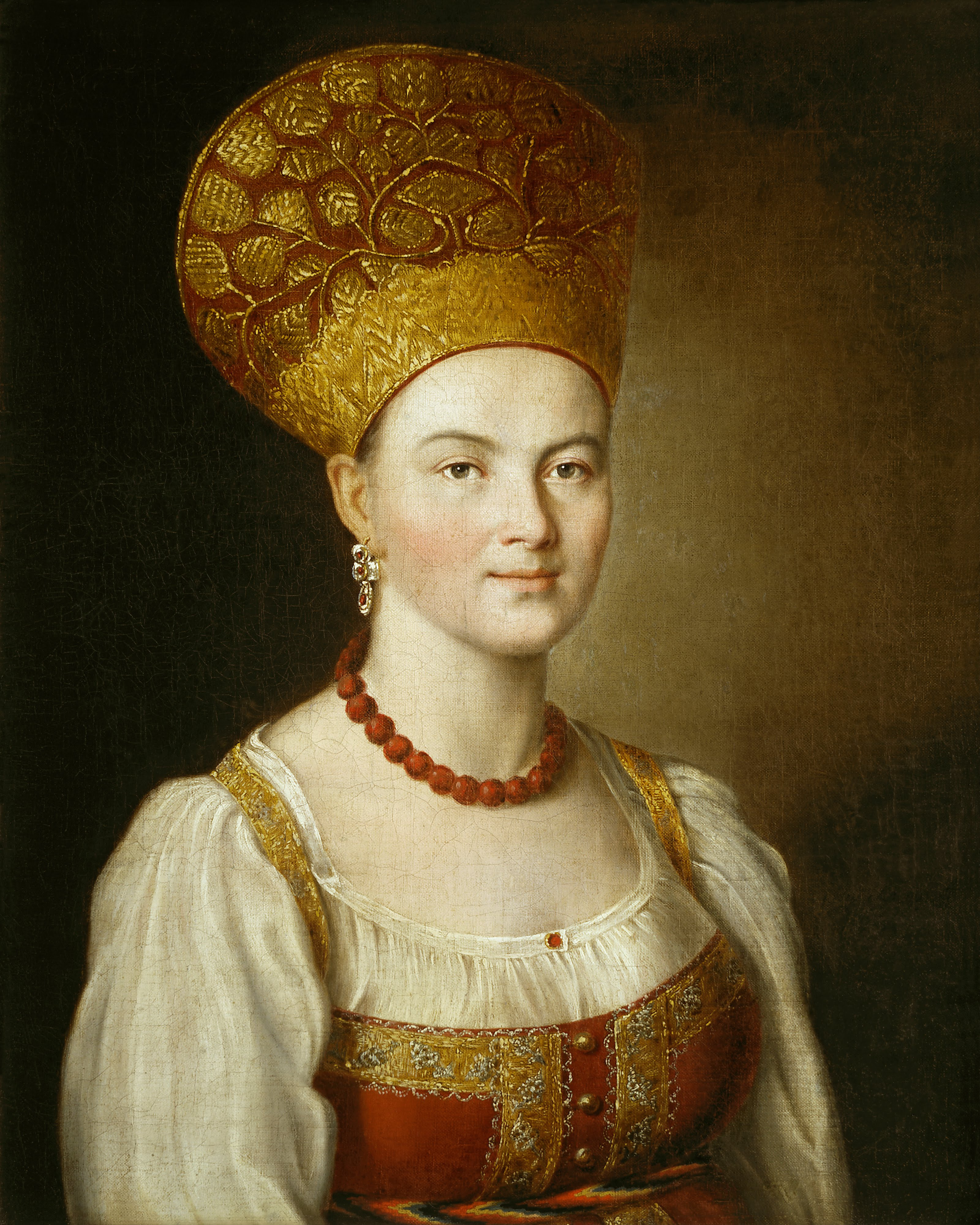
Portetul unei fete necunoscute în costum rusesc de Ivan Argunov, 1784, având un cocoșnic mare pe cap

Cocoșnicul (în rusă: коко́шник; IPA: [kɐˈkoʂnʲɪk]) este un acoperământ de cap tradițional rusesc purtat de femei și fete, alături de sarafan, în principal în regiunile nordice ale Rusiei, din secolul al XVI-lea până în secolul al XIX-lea.
Cocoșnicul este, din punct de vedere istoric, un acoperământ de cap purtat de femeile căsătorite, deși fecioarele purtau un articol vestimentar foarte asemănător cu cocoșnicul, dar deschis în partea din spate, numit povyazka. Cuvântul cocoșnic descrie o mare varietate de acoperăminte de cap purtate în Rusia, inclusiv pălăriile cilindrice din Veliki Novgorod, kika cu două numburi din Vladimir, kika triunghiulară din Kostroma, micile pălării cu perle din Kargopol și cocoșnicurile stacojii din Moscova.
În timp ce stilurile cocoșnicurilor au variat foarte mult în trecut, cocoșnicul este asociat în prezent cu o diademă în formă de nimb sau creastă care este prinsă la partea din spate a capului cu panglici lungi și groase într-un arc mare. Creasta poate fi brodată cu perle și fir de aur sau este mai simplă, folosind de obicei motive florale. Partea din față este frecvent decorată cu o plasă de perle. În timp ce poartă un cocoșnic femeile au de obicei părul strâns la spate. Cocoșnicul seamănă cu arcelet-ul francez purtat în Anglia dinastiei Tudoilor, dar fără voal negru.

## Istoric
Cuvântul kokoshnik apare pentru prima dată în documente din secolul al XVI-lea și provine din cuvântul slavic vechi kokosh, care înseamnă găină sau cocoșel. Cu toate acestea, cele mai vechi piese vestimentare pentru acoperirea capului (pălărie cilindrică rigidă care acoperea complet părul) au fost descoperite în morminte din secolele XII-XIV din Veliki Novgorod.
Cocoșnicul își datorează numele de la arcul decorativ, care a devenit un element distinctiv al arhitecturii tradiționale rusești începând din secolul al XVI-lea.
În timpul perioadei de reînnoire a culturii naționale ruse de la începutul secolului al XIX-lea, coronițele în formă de diademă au devenit o parte din veșmintele oficiale purtate de membrii familiei imperiale ruse și de femeile nobile de la curtea imperială. Aceste „cocoșnicuri” au fost inspirate în aceeași măsură de moda renascentistă italiană și de arcelet-urile franțuzești, în timp ce cocoșnicurile rusești autentice erau încă purtate de femeile din clasa de mijloc și de țărăncile bogate ale vremii. În această perioadă atât femeile necăsătorite, cât și cele căsătorite purtau modelul folosit în mod tradițional de femeile necăsătorite: ce arăta partea din față a părului și avea un voal translucid care cădea jos în partea din spate.
Fetele și femeile ruse din mediul rural purtau cocoșnicuri la ocazii speciale până la  Revoluția Rusă din 1917.
După Revoluție emigranții ruși au introdus cocoșnicul în moda din restul țărilor europene.
În anul 2014 cocoșnicurile sunt purtate în principal de fete și femei din ansamblurile folclorice rusești. Un cocoșnic este, de asemenea, o parte a costumului tradițional al Snegurocikăi, nepoata și asistenta lui Ded Moroz.
Regina Maria a României a purtat o tiară Cartier creată pentru a semăna cu un cocoșnic rusesc în portretul pictat în 1924 de Philip de László. Tiara a fost printre bijuteriile expuse la expoziția “Cartier: Style and History” de la Grand Palais din Paris în perioada 4 decembrie 2013 - 16 februarie 2014.
Unul dintre costumele senatoarei Padmé Amidala din seria Războiul stelelor, Costumul auriu de călătorie, a fost inspirat din costumul național rusesc cu cocoșnic, cunoscut în restul Europei din fotografiile făcute în timpul Balului de la Palatul de Iarnă din 1903.

## Imagini

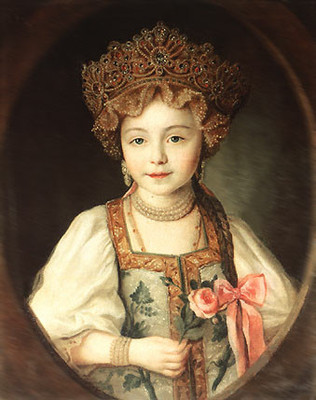
Tânăra mare ducesă Alexandra Pavlovna cu cocoșnic și sarafan, anii 1790.
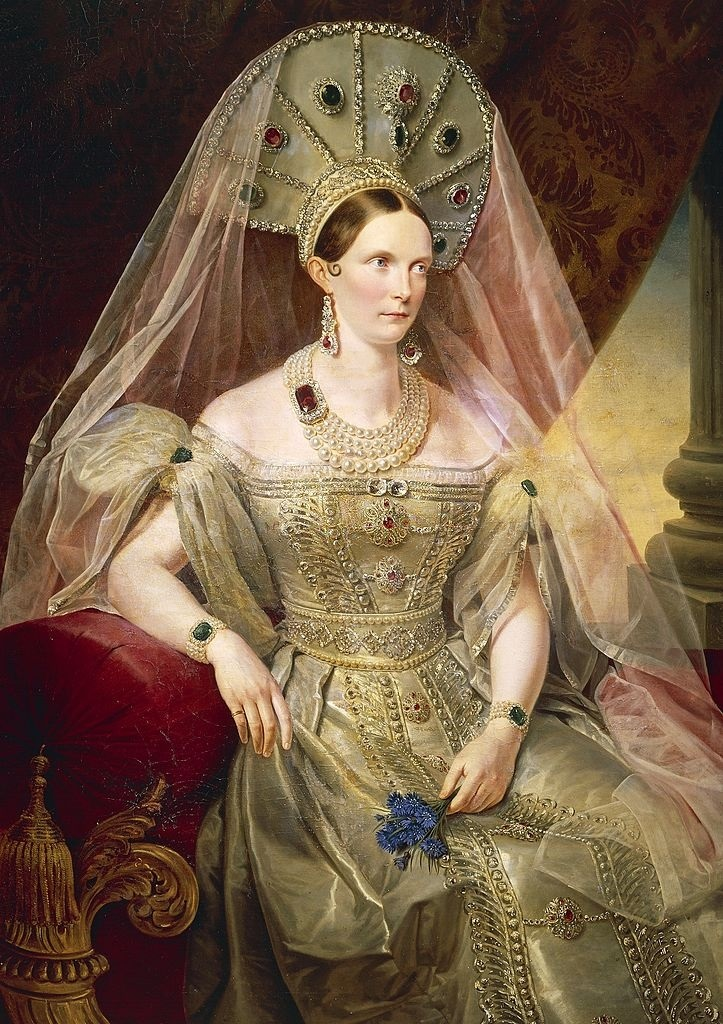
Împărăteasa Alexandra Feodorovna (Charlotte a Prusiei) cu cocoșnic, sec. al XIX-lea.
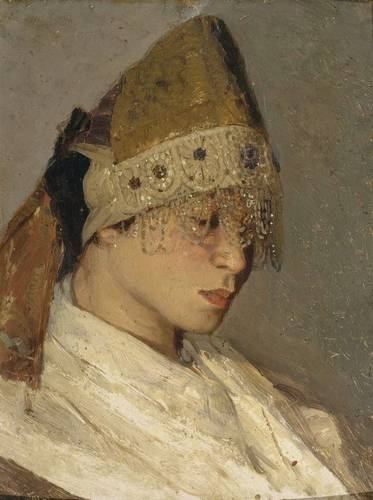
O fată cu cocoșnic de Mihail Nesterov, 1885.
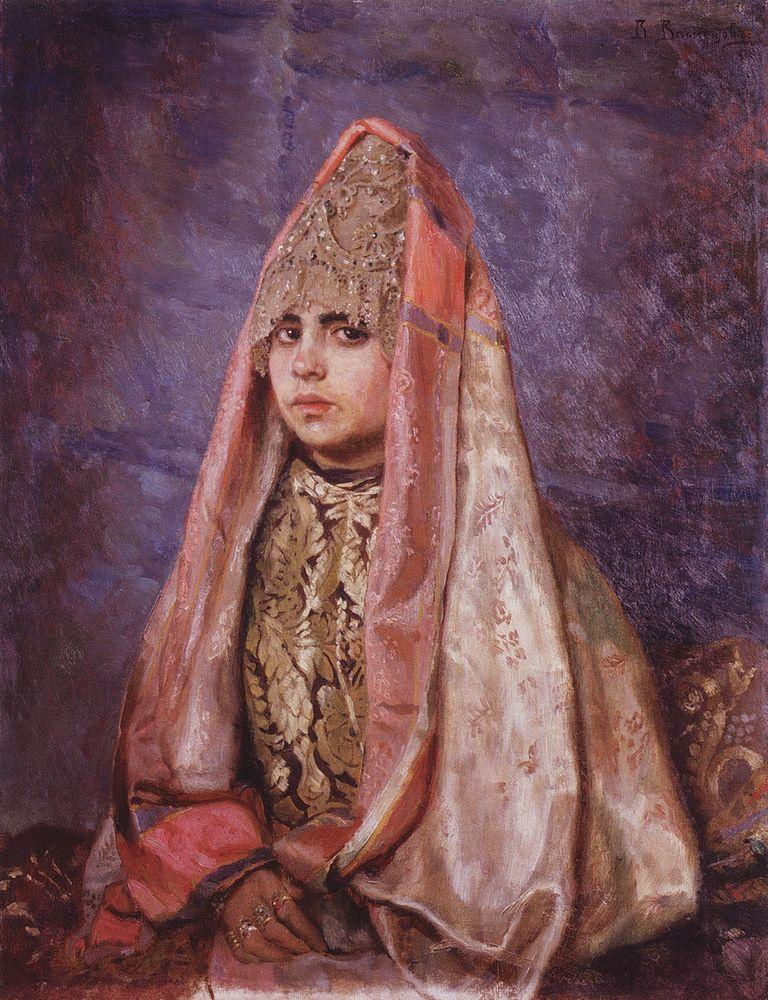
Boieroaică de Viktor Vasnețov (portretul lui V. S. Mamontova), 1884.
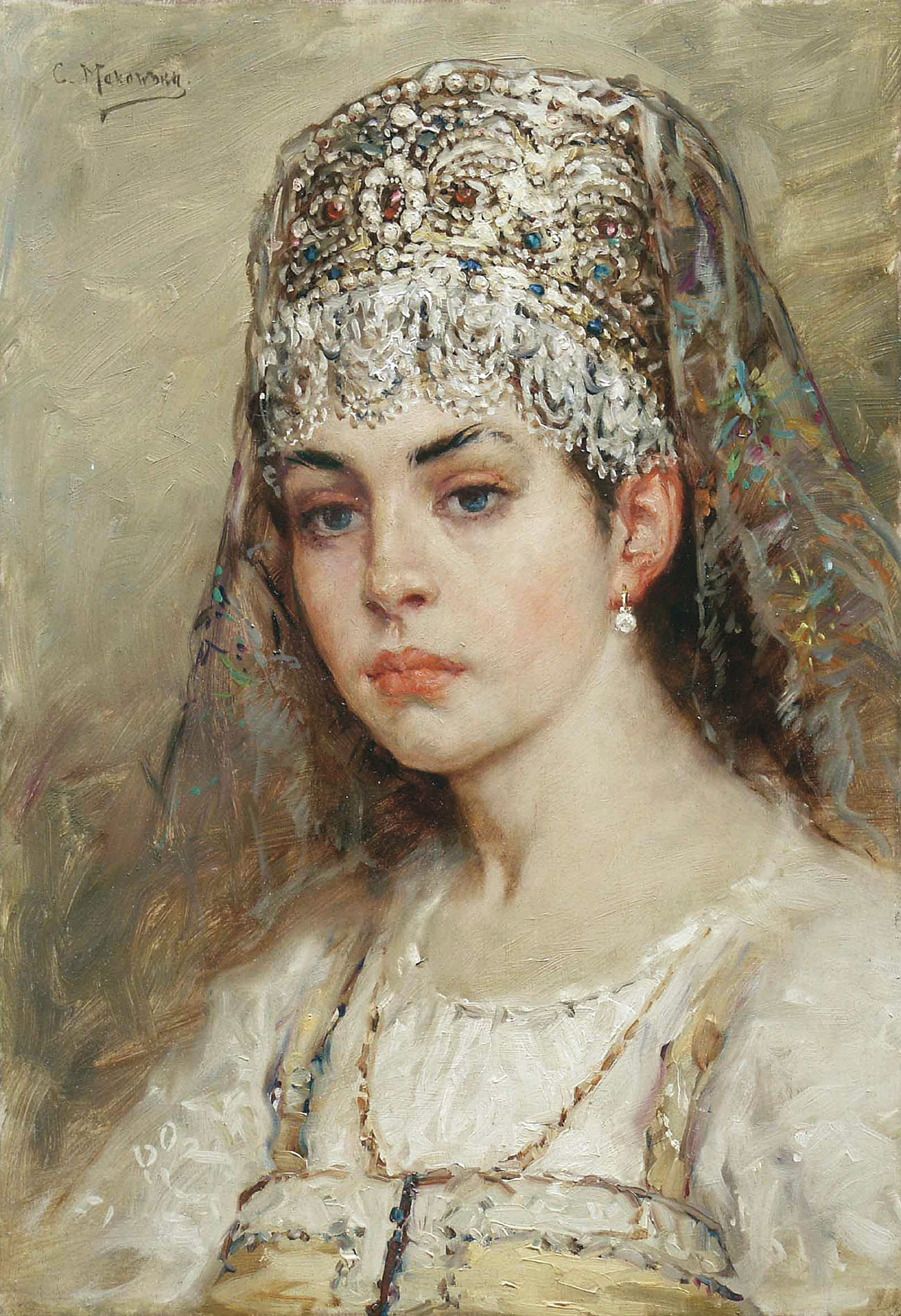
Boieroacă cu cocoșnic acoperit cu voal. Pictură din secolul al XIX-lea a lui Konstantin Makovski.
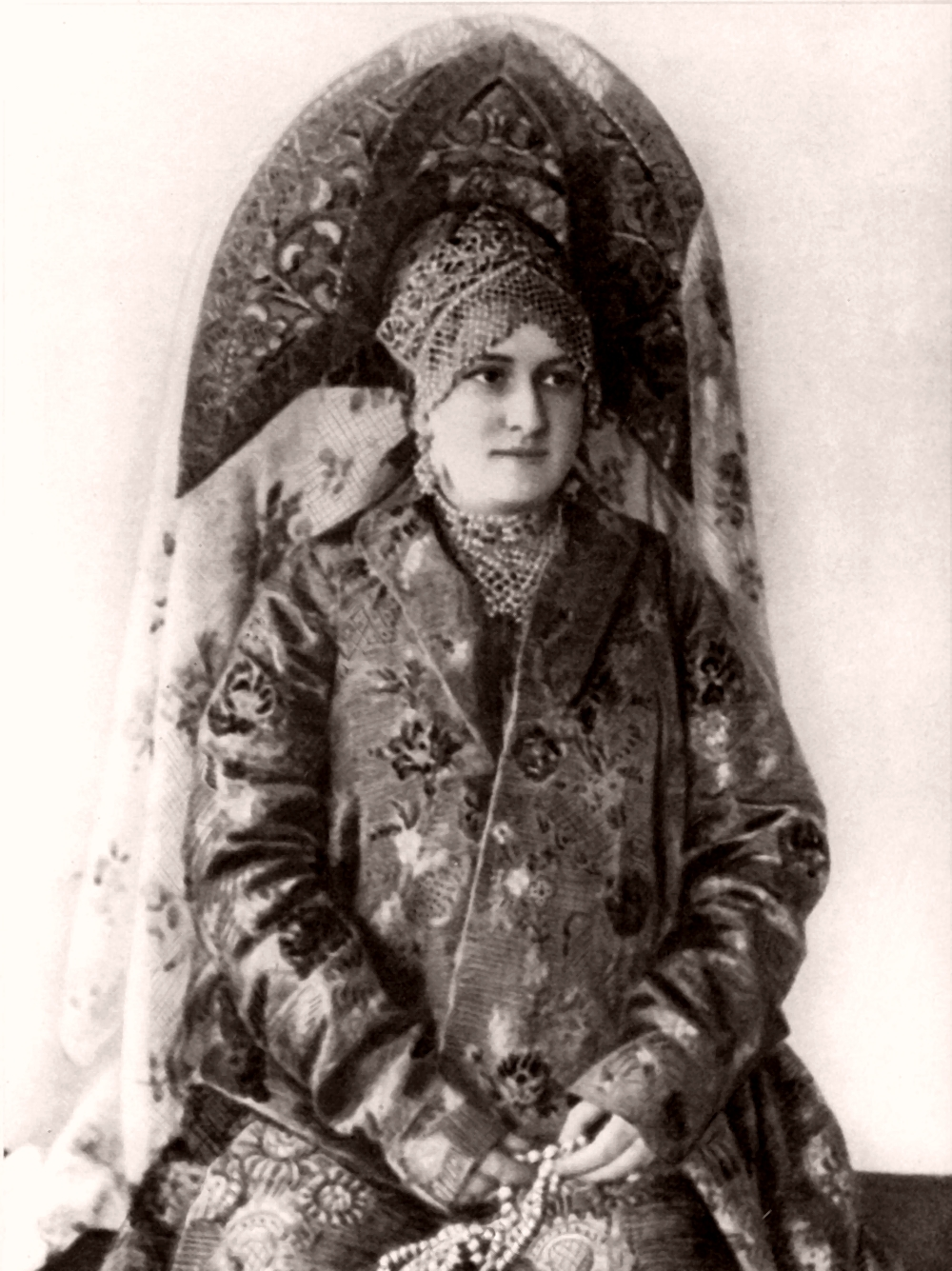
Femeie ce poartă un cocoșnic dublu, bogat ornamentat. Fotografie din secolul al XX-lea.
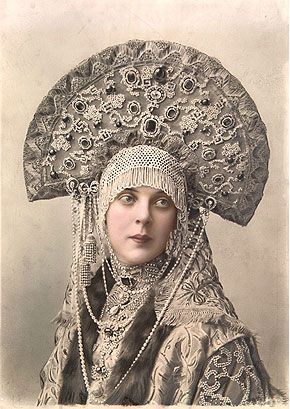
Prințesa Ollga K. Orlova în costum de bal mascat, 1903. Fotografie realizată de Elena Mrozovskaia.